# سلیسبوری (کنتیکت)
سلیسبوری (به انگلیسی: Salisbury) یک منطقهٔ مسکونی در ایالات متحده آمریکا است که در شهرستان لیچفیلد، کنتیکت واقع شده‌است. سلیسبوری ۱۵۵٫۷ کیلومتر مربع مساحت و ۳٬۹۷۷ نفر جمعیت دارد و ۲۱۳ متر بالاتر از سطح دریا واقع شده‌است.